# Étival-lès-le-Mans

Étival-lès-le-Mans este o comună în departamentul Sarthe, Franța. În 2009 avea o populație de 2,061 de locuitori.